# Phorticosomus
Phorticosomus is een geslacht van kevers uit de familie van de loopkevers (Carabidae). De wetenschappelijke naam van het geslacht is voor het eerst geldig gepubliceerd in 1863 door Shaum.

## Soorten
Het geslacht Phorticosomus omvat de volgende soorten:
- Phorticosomus castelnaui Sloane, 1915
- Phorticosomus crassus Sloane, 1915
- Phorticosomus edelii Castelnau, 1867
- Phorticosomus felix Schaum, 1863
- Phorticosomus franzi Baehr, 1998
- Phorticosomus grandis Castelnau, 1867
- Phorticosomus gularis Sloane, 1915
- Phorticosomus horni Sloane, 1896
- Phorticosomus macleayi Sloane, 1915
- Phorticosomus mucronatus Blackburn, 1888
- Phorticosomus nuytsii Castelnau, 1867
- Phorticosomus piceus Sloane, 1915
- Phorticosomus randalli Blackburn, 1890
- Phorticosomus robustus Blackburn, 1889
- Phorticosomus rotundatus Moore, 1967
- Phorticosomus rugiceps Macleay, 1871
- Phorticosomus similis Blackburn, 1888
- Phorticosomus zabroides Sloane, 1910